# Wichlinghofen
Wichlinghofen ist der Statistische Bezirk 57 und zugleich ein südlicher Stadtteil der kreisfreien Großstadt Dortmund. Er liegt im Stadtbezirk Hörde zwischen Wellinghofen und Syburg. Am 1. Mai 1922 wurde er nach Wellinghofen eingemeindet.
Wichlinghofen hat eine Fläche von 170,4 Hektar. Auf einen Hektar kommen 15 Einwohner. Der Ort ist überwiegend von Einfamilienhäusern geprägt und gilt als eine der wohlhabenden und bevorzugten Wohnlagen in Dortmund.

## Geschichte
Wichlinghofen wurde erstmals vor 1220 und um 1220 als Wichardinchoven in den Vogteirollen des Stifts Essen erwähnt. Im Jahr 1387 wird ein Gobelinus de Wychardynchoven im Dortmunder Urkundenbuch erwähnt. 1392 ein Hof als de hoive to Wicherinchoven in dem kerspele to Welinchove in einem Lehnbuch geführt. 1424 wird der Ort Wicherdinkhoven, 1432 Wycherinchoven und 1543 Wychlinckhoven genannt. Im Jahr 1841 erscheint erstmals der heutige Ortsname Wichlinghofen in einer Ortschaftstabelle.
Wichlinghofen gehörte im Spätmittelalter und der Frühen Neuzeit im Kirchspiel Wellinghofen und Amt Hörde (historisch) zur Grafschaft Mark. 
Die Deutung des Ortsnamens kann mit einer Siedlung bei den Höfen des Wighard umschrieben werden.
Im 19. Jahrhundert war Wichlinghofen eine Landgemeinde im Kreis Hörde und Amt Barop. 1885 hatte die Gemeinde (plus 3 Wohnplätze) eine Fläche von 1,34 km², davon 84 ha Ackerland, 6 ha Wiesen und 9 ha Holzungen. Es gab 33 Wohngebäude mit 44 Haushaltungen und 276 Einwohner.

## Bevölkerung
Am 31. Dezember 2024 lebten 2.395 Einwohner in Wichlinghofen.
Struktur der Wichlinghofen Bevölkerung:
- Bevölkerungsanteil der unter 18-Jährigen: 13,3 % [Dortmunder Durchschnitt: 16,2 % (2018)][6]
- Bevölkerungsanteil der mindestens 65-Jährigen: 25,4 % [Dortmunder Durchschnitt: 20,2 % (2018)][7]
- Ausländeranteil: 3,5 % [Dortmunder Durchschnitt: 22,3 % (2024)][8]
- Arbeitslosenquote: 3,1 % [Dortmunder Durchschnitt: 11,0 % (2017)][9]

Das durchschnittliche Einkommen in Wichlinghofen liegt etwa 60 % über dem Dortmunder Durchschnitt.

### Bevölkerungsentwicklung
| Jahr      | 1987 | 2003 | 2008 | 2010 | 2013 | 2016 | 2018 | 2020 | 2022 | 2023 | 2024 |
| --------- | ---- | ---- | ---- | ---- | ---- | ---- | ---- | ---- | ---- | ---- | ---- |
| Einwohner | 2554 | 2571 | 2508 | 2469 | 2415 | 2439 | 2429 | 2430 | 2430 | 2420 | 2395 |